# Cecilia Johansdotter von Schweden

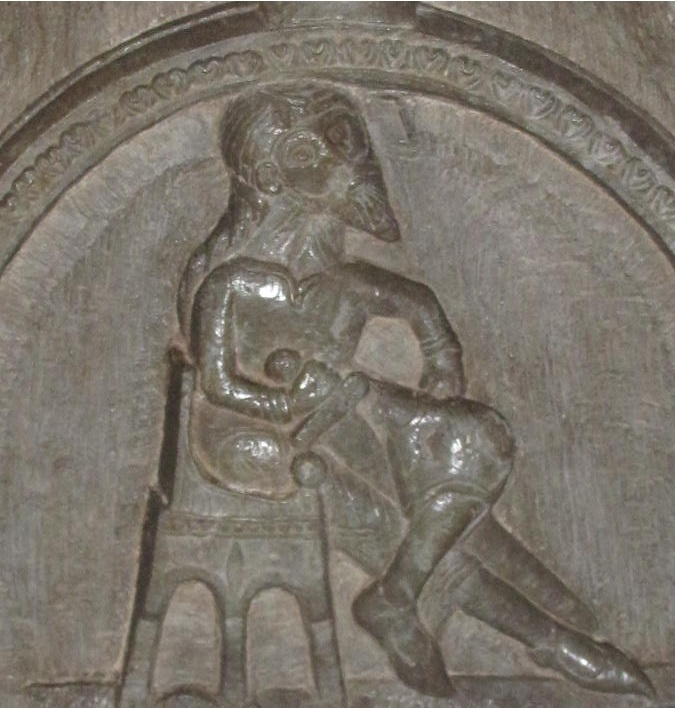
König Sverker I. Großvater von Cecilia

Cecilia Johansdotter von Schweden  (* um 1145; † nach 1193) war seit etwa 1160 die Gemahlin von Knut I. Eriksson aus dem Eriksgeschlecht, der von 1167 bis 1196 als König von Schweden regierte. Ihre Identität ist urkundlich nicht gesichert, obwohl sie sechsundzwanzig Jahre neben ihrem Gemahl als Königin von Schweden lebte. Ihre Ehe diente wohl primär dazu, die verfeindeten Dynastien, die zu ihrer Zeit in Schweden um die Königskrone rangen – das Eriksgeschlecht und das Sverkergeschlecht – zumindest vorübergehend auszusöhnen.

## Herkunft
Name und Herkunft von Cecilia Johansdotter sind urkundlich nicht gesichert, sondern beruhen darauf, dass wie Lars O. Lagerqvist festhält, verschiedene spätere Quellen vermuten lassen, dass sie eine Tochter des schwedischen Prinzen Jarl Johan Sverkersson († 1150) und damit aus dem Sverkergeschlecht stammte. Dies geht auch aus der Stammtafel des Sverkergeschlechts hervor, die sich auf Seite 199 des Artikels von Adolf Schück.
Cecilias Vater Jarl Johan Sverkersson war ein Prinz von Schweden aus dem Sverkergeschlecht und zwar ein jüngerer Sohn von Sverker I. Kolsson, der von etwa 1130 bis 1156 als König von Schweden regierte und dessen Gemahlin Ulvhild Håkonsdatter (* 1095, † 1148). Cäcilias Großmutter Ulvhild war eine Tochter des norwegischen Magnaten Hakon Finson aus der Familie von Thjotta – eines Nachkommen des großen norwegischen Skalden Eyvindr Skáldaspillir (* um 920, † 990). Da Ulvhild mit zwei Königen von Schweden und mit einem König von Dänemark verheiratet war, wird sie gelegentlich als „femme fatale“ des hochmittelalterlichen Skandinavien gesehen.
Zu Cecilias Mutter gibt es keine Hinweise.

## Leben
Mangels urkundlicher Nachrichten – die ältesten schwedischen Urkunden gehen auf Erzbischof Stefan von Uppsala (1164–1167) zurück – sind nur wenige Einzelheiten aus ihrem Leben bekannt, man kann daher nur versuchen, über das historische Umfeld Licht auf ihre persönlichen Lebensumstände zu werfen.
Erkennbar ist jedenfalls, dass ihr Leben einerseits durch die dynastischen Ambitionen ihrer Familie und andererseits durch die erbitterte Rivalität geprägt war, mit der zu ihrer Zeit in Schweden zwei Dynastien um die Krone rangen.

### Dynastische Verbindungen
Diese dynastischen Ambitionen, die auf dem Königtum von Cecilias Großvater beruhen, wirkten sich direkt im engsten Kreis ihrer Familie aus, da zwei ihrer Brüder, Karl Johansson und Burislev Johansson als Prätendenten um die schwedische Krone auftraten und dies mit dem Leben bezahlten.
Erfolgreicher waren darin die Geschwister ihres Vaters.
Cecilias Tante Helena Sverkerdotter, Prinzessin von Schweden, heiratete 1156 Knut V. Magnusson König von Dänemark (1146–1157), sie war jedoch durch den vorzeitigen Tod ihres Gemahls kaum länger als ein Jahr Königin von Dänemark. Sie hinterließ keine Kinder und trat als Witwe als Nonne in das Kloster Vreta ein.
Cecilias Onkel Karl VII. Sverkersson regierte von 1161 bis 1167 als König von Schweden, heiratete 1163 Christine Stigsdotter, Tochter von Stig Hvitaledhr und der Margarete Prinzessin von Dänemark. Dessen Sohn – Cäcilias Cousin – Sverker II. regierte von 1196 bis 1208 als König von Schweden.
Ein Onkel aus einer anderen Beziehung von Cecilias Großvater war Sune Sik Sverkersson, der Vater der Ingrid Ylva († 1251), die mit Magnus Minnesköld verheiratet war und die über ihren Sohn Birger Jarl zur Stammmutter des Bjälbo-Geschlechts, der später Folkunger genannten Dynastie wurde. Diese übertraf selbst die kühnsten dynastischen Hoffnungen des Sverkergeschlechts, da sie von 1250 bis 1364 als Könige von Schweden, von 1380 bis 1387 als Könige von Norwegen und von 1376 bis 1387 als Könige von Dänemark regierten.

### Kampf um die Thronfolge in Schweden
Entscheidend für das Leben Cecilias war zweifellos die Tatsache, dass zu ihrer Zeit in Schweden nach dem Erlöschen des Stenkil-Geschlechts viele Prätendenten um die Krone rangen, von denen schließlich zwei Dynastien übrig blieben:
Es war dies einerseits ihre eigene Familie – das Sverkergeschlecht – das sich von Sverker I., einem Magnaten aus Östergötland ableitet, der seinen Thronanspruch auf die Ehe mit Ulvhild Håkonsdatter von Norwegen, – der Witwe von Inge II. des letzten Königs aus dem Stenkil-Geschlecht abstützte und sich schließlich um 1130 als König von Schweden durchsetzen konnte, nachdem er seinen wichtigsten Rivalen, den dänischen Prinzen Magnus I. Nilsson „Ladulas“ (Scheunenschloss) (* um 1107, † 1134), der in Götaland in Südschweden regierte, aus Schweden vertrieben hatte. Zur Festigung seiner Macht heiratete er anschließend auch noch Rikissa von Polen – die Witwe seines vertriebenen Rivalen Magnus I. Nilsson.

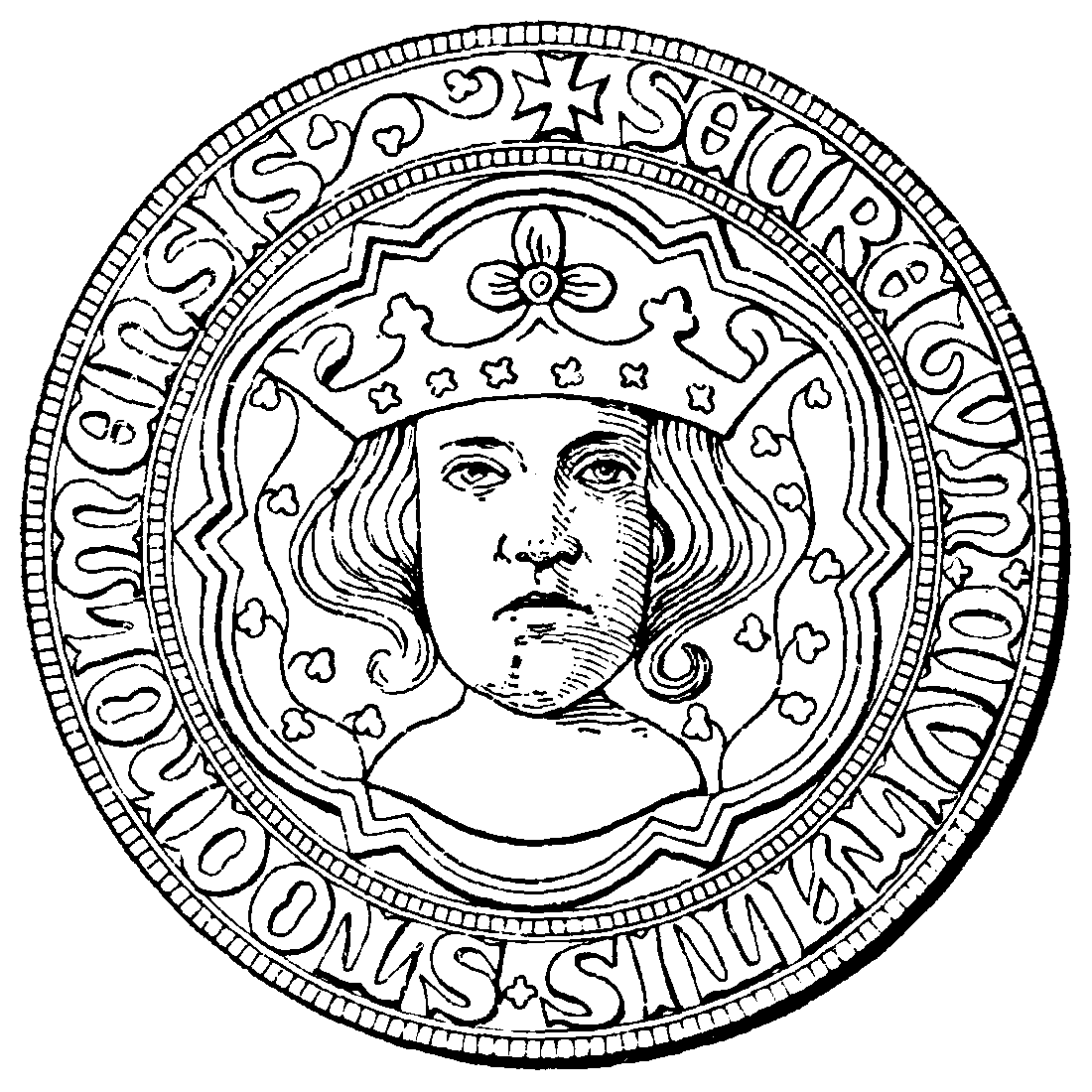
Erik der Heilige im Stadtsiegel von Stockholm

Andererseits gab es das Eriksgeschlecht, dessen Anspruch sich darauf stützte, dass es in weiblicher Linie von Inge I. Stenkilsson König von Schweden (1080–1100) abstammte und mit Erik I. Jedvarsson „dem Heiligen“, der Schweden von 1156 bis 1159 regierte, einen Heiligen zum Stammvater hatte.
Cecilia war bereits in ihrer Kindheit direkt von den Thronstreitigkeiten betroffen, da sie erst acht oder neun Jahre alt war, als ihr Vater Prinz Johann Sverkersson 1154/55 ermordet wurde. Etwa ein Jahr später wurde ihr Großvater, König Sverker I. zu Weihnachten 1156 – wohl nicht ohne Zutun des Eriksgeschlechts – von seinem eigenen Stallmeister ermordet. Damit war die Zukunft der Dynastie – und das Schicksal Cecilias – völlig ungewiss.
Nach dem Tod von König Sverker I. war Cecilias Onkel – Karl VII. Sverkersson (* um 1130, † 12. April 1167) zwar als ältester Sohn des Königs der „natürliche“ Thronfolger, konnte sich jedoch nur in Östergötland durchsetzen.
Den Thron übernahm hingegen 1156 das Eriksgeschlecht in der Person von Erik IX. Jedvardsson (* um 1120, † 1160), der bereits seit 1150 mit König Sverker I. rivalisiert hatte. Es gelang ihm in der Folge, in fast allen Provinzen als König von Schweden anerkannt zu werden.

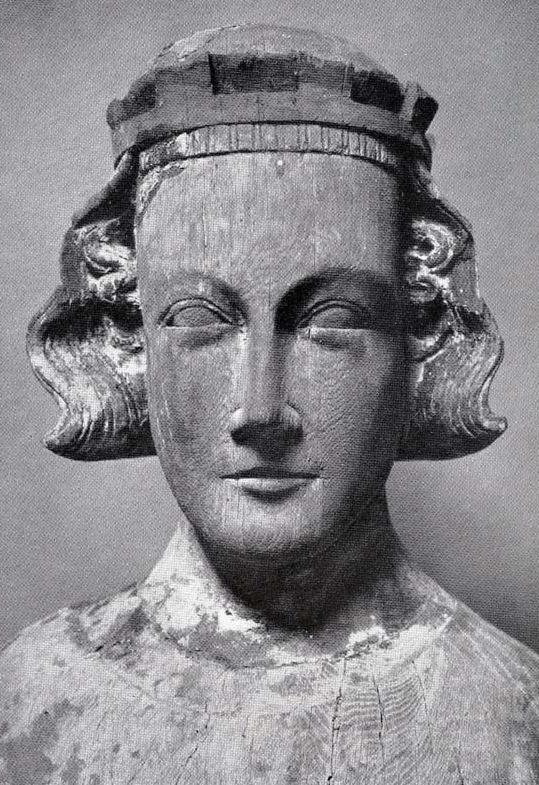
König Erik IX. der Heilige, Cecilias Schwiegervater

Erik IX. Jedvardsson regierte von 1156 bis 1160 als König von Schweden. Da von ihm keinerlei Urkunden überlebt haben, wurde sein tatsächliches Wirken weitgehend durch spätere Legenden überlagert. Grundlage dafür, dass er später Erik „der Heilige“ genannt wurde, heute als Nationalheiliger von Schweden verehrt wird und sein Idealportrait sich in einem Stadtsiegel von Stockholm wiederfindet, ist die St.-Eriks-Legende. Diese berichtet, dass der König am Himmelfahrtstag, dem 18. Mai 1160, bei der Dreifaltigkeitskirche von Östra Aros (Uppsala) von dem dänischen Prinzen Magnus Henriksson (* um 1130, † 1161) ermordet wurde. Am Ort seiner Tötung geschah daraufhin ein Wunder, indem dort eine Quelle entsprang, die noch heute fließt.
Für Cäcilia persönlich war König Erik IX. zwar ein Usurpator, spielte jedoch insofern eine positive Rolle in ihrem Leben, da er – wohl mit der Absicht, die weiter schwelende Rivalität mit dem Sverkergeschlecht zu entspannen – veranlasste, dass Cäcilia kurz vor seinem Tod mit seinem Sohn und Thronfolger Knut I. Eriksson (* vor 1150, † 1195/96) verheiratet wurde.
Nach der Ermordung von König Erik IX. bestand die Hoffnung, dass dessen ältester Sohn – und damit Cecilia – den schwedischen Thron besteigen würden. Diese Hoffnung wurde jedoch enttäuscht, da der Mörder ihres Schwiegervaters, Magnus Henriksson 1160 die Macht ergriff und als König Magnus II. in Schweden regierte. Er sah sich dabei keineswegs als Usurpator, sondern als legitimer Thronerbe, da seine Mutter Ingrid Ragvaldsdotter eine Enkelin des schwedischen Königs Inge I. Stenkilsson aus dem Stenkil-Geschlecht war. Seine Herrschaft sollte sich jedoch als sehr kurzfristig erweisen.

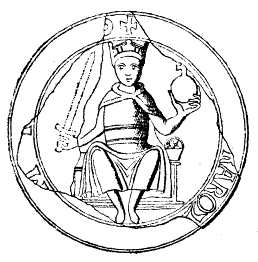
König Karl VII. von Schweden, Onkel von Cecilia

Cäcilias Onkel Karl Sverkersson hatte seine Ansprüche auf die Krone nie aufgegeben und schon 1158 den Titel eines Königs von Östergötland angenommen. Er sah nach der Ermordung von König Erik IX. die Chance, endlich die ihm zustehende Krone Schwedens zu erlangen. Er sammelte daher ein Heer und besiegte am 4. Februar 1161 in der Schlacht bei Örebro die Truppen seines Rivalen Magnus Henriksson, der im Kampf sein Leben verlor. Damit war der Weg für Karl Sverkersson frei, endlich den Thron seines Vaters König Sverker I. als Karl VII. Sverkersson König von Schweden zu besteigen.
Den Erfolg ihres Onkels dürfte Cäcilia mit gemischten Gefühlen aufgenommen haben, denn er bedeutete, dass zwar ein Vertreter ihrer eigenen Familie auf dem schwedischen Thron saß, dass jedoch dadurch ihr Ehemann Knut I. Eriksson – und damit sie selbst – weiterhin von der Herrschaft in Schweden ausgeschlossen blieben.
König Karl VII. Sverkersson regierte von 1160 bis 1167. Dann fand Cecilias Ehemann Knut Eriksson dies als so unerträglich, dass er sich zum Handeln entschloss. Er sammelte eine Truppe von Getreuen und überfiel mit diesen Cecilias Onkel König Karl VII. Sverkersson am 12. April 1167 auf Visingsö und tötete ihn. Um den Anschein zu wahren, ließ er ihn anschließend ehrenvoll im Kloster Alvastra begraben.

### Königin von Schweden

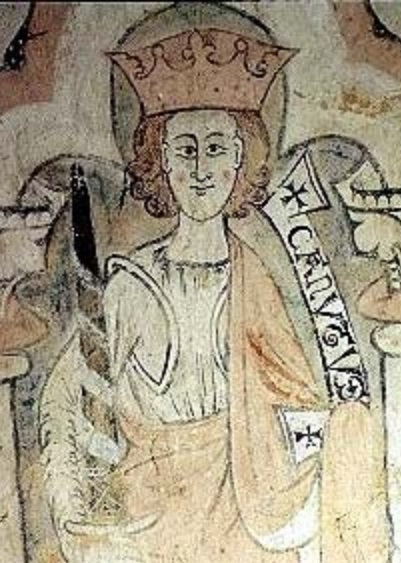
König Knut I. Eriksson von Schweden, Gemahl von Cecilia Johansdotter

Damit war der Weg für Knut Eriksson frei um als Knut I. – und als zweiter König aus dem Erkingergeschlecht – die Krone des Königreiches Schweden zu übernehmen, wodurch zugleich Cäcilia als dessen Gemahlin auf den Thron kam.
Auch diese Herrschaft blieb jedoch nicht unbestritten, da zwei Prinzen aus dem Sverkergeschlecht, Kol und Boleslaw – zwei Brüder Cäcilias – sich gegen die Ermordung ihres Onkels auflehnten, sich selbst als Thronerben präsentierten und die Kontrolle über Östergötland übernahmen. Zumindest Kol konnten sich dort bis 1173 halten und wurden dann von den Truppen von König Knut in der Schlacht bei Bjälbo in Östergötland besiegt und dabei entweder getötet oder vertrieben. Damit herrschen König Knut I. und Cecilia erst ab 1173 über ganz Schweden.
Ein Einfluss Cäcilias auf die Regierung lässt sich naturgemäß nicht nachweisen, eine Anteilnahme könnte man jedoch bei einigen Dingen vermuten. Wie etwa bei der von ihrem Ehemann veranlassten Prägung von Silbermünzen mit dem Bild ihres Schwiegervaters König Erik IX. zur Unterstützung seiner Verehrung als Heiliger, beim Bau zahlreicher Kirchen in Schweden oder bei Errichtung der ersten Burg auf der Insel von Stockholm im Jahre 1187. Auch das Schloss Kalmar geht auf ihre Zeit zurück.
Dass am Hof Cäcilias auch Kunst und Dichtung eine Rolle spielte zeigt die Anwesenheit der Skalden Hallbjörn Hali und Thorstein Thorbjarnarsson.
Zumindest eine konkrete Begebenheit aus ihrem Leben ist urkundlich gesichert. Demnach erkrankte die Königin im Jahre 1190 so schwer, dass man allgemein mit ihrem Ableben rechnete. Angesichts dieser Gefahr machte sie das Gelübde, dass sie, wenn Gott ihr die Heilung von dieser Krankheit gewähren würde, nach ihrer Genesung in ein Kloster eintreten würde. Tatsächlich erholte sie sich später und wurde wieder gesund. Sie wollte jedoch nicht ins Kloster gehen, dem sich auch ihr Ehemann, König Knut I. widersetzte. Es wurde daher ein Schreiben an Papst Clemens III. (Paolo Scolari) (1187 bis 1191) abgesandt, in dem um Aufhebung ihres Gelübdes gebeten wurde, damit sie sich weiter ihren Pflichten als Königin und Ehefrau widmen könne.

### Nonne
Die Sache verzögerte sich durch das Ableben des Papstes, sodass die Antwort erst vom nächsten Papst, Cölestin III. (Giacinto Bobone (Orsini)) (1191–1198), erfolgte. Dieser verweigerte jedoch in seinem Schreiben aus dem Jahre 1193 die Zustimmung zur Aufhebung des Gelübdes und verpflichtete Cecilia, dieses einzuhalten. Königin Cäcilia trat daher um 1193 widerwillig in ein Kloster ein. Vermutlich handelt es sich dabei um das Kloster Vreta (heute in der Gemeinde Linköping in der Provinz Östergötlands län, wobei nur noch die Klosterkirche steht), das von König Inge I. um 1100 als erstes Kloster in Schweden gegründet worden war und in das bereits ihre Tante Helena Sverkerdotter – Prinzessin von Schweden und verwitwete Königin von Dänemark – eingetreten war.
Eine wichtige Frage, die Cäcilia wohl bis zuletzt beschäftigt haben dürfte, war die Nachfolge ihres Sohnes Erik X. Knutsson auf den schwedischen Thron. Diesbezüglich gab es einen Versuch, diese Erbfolge durch ein Schreiben des Königs an den Papst gleichsam religiös abzusichern. Diese Bemühungen waren erfolgreich, da der Papst dieser Nachfolge seinen Segen erteilte. Inzwischen hatte sich jedoch die politische Lage in Schweden verändert, indem nunmehr der Nachfolger des Königs durch eine Wahl zu bestimmen war.
Das Pendel schlug dadurch neuerlich in die andere Richtung aus, indem als Nachfolger von König Knut I. aus dem Eriksgeschlecht im Jahre 1196 nicht Cäcilias Sohn Erik X. Knutsson – der damals erst 16 Jahre alt war –, sondern Sverker II. Karlsson aus dem Sverkergeschlecht zum König gewählt wurde. Dieser war ein Sohn von König Karl VII. Sverkersson und damit ein Cousin 1. Grades von Cäcilia.
Cecilia tritt 1193 im Schreiben des Papstes zuletzt urkundlich auf und starb zu einem nicht bekannten Zeitpunkt. Ob sie daher noch erlebte, dass ihrem Sohn ihr Cousin vorgezogen wurde, ist daher ungewiss.

### Ehe und Nachkommen
Cecilia heiratete um 1160 Knut I. Eriksson (* vor 1150, † 1195/96), König von Schweden (1167–1195/96)
Nachkommen:
- Jon Knutsson, († 15. November 1205 in der Schlacht bei Älgarås (im Norden von Västergötland) gegen das Sverkergeschlecht)
- Knut Knutsson († 15. November 1205 in der Schlacht bei Älgarås)
- Joar Knutsson († 15. November 1205 in der Schlacht bei Älgarås)
- Sigrid (Katharina) Knutsdotter, ungewisser Name und ungewisse Ehe mit Jarl Knut Birgersson oder mit Magnus Broka, den manche auch als ihren Sohn sehen.[14]
- Erik X. Knutsson (* um 1180, † 10. April 1216), König von Schweden 1208–1216, ⚭ um 1210 Rikissa von Dänemark (* 1174; † 1220), eine Tochter von Waldemar I. von Dänemark (1157–1182). Mit dessen postum geborenen Sohn Erik XI. Eriksson „Läspe“ (der Lispelnde), König von Schweden (1224–1250), erlosch das Eriksgeschlecht in männlicher Linie.[15]